# کابرا د مار
کابرا د مار (به اسپانیایی: Cabrera de Mar) یک شهرستان در اسپانیا است که در استان بارسلون واقع شده‌است.

## خصوصیات
کابرا د مار ۸٫۹۸ کیلومترمربع مساحت و ۴٬۴۰۸ نفر جمعیت دارد و ۱۰۴ متر بالاتر از سطح دریا واقع شده‌است.